# 空手道おとこ道
『空手道おとこ道』（からてどうおとこみち）は、1973年10月25日にワーナー・パイオニア（パイオニアレーベル、現：ワーナーミュージック・ジャパン）から発売された山崎照朝&ロイヤルナイツの楽曲。レコード品番はL-2503P。シングルレコードの空手バカ一代のB面、TVアニメ『空手バカ一代』のエンディングテーマ。なお、メインボーカルは山崎照朝が、バックコーラスはロイヤルナイツがそれぞれ担当していた。

## 概要
山崎照朝は高校生の時に歌謡スタジオでレッスンを受けており、盧山初雄が「プロが顔負けするほどの歌である」と証言している。
アニメ『空手バカ一代』のエンディングでは『空手道おとこ道』は実写で空手の組み手をしている映像と共に流されている。

## 収録CD
- 『懐かしのアニメソング大全４ 1970～1973』 発売元：EMIミュージック・ジャパン　ASIN B00005GLJI
- 『懐かしのテレビまんが主題歌大全集』発売元：バップ　ASIN B00005H0MM